# Jan Grauls (politicus)
Joannes Josephus Grauls (Hasselt, 19 april 1887 - Astene, 5 februari 1960) was een Belgisch ambtenaar, interim-politicus tijdens Wereldoorlog II en taalkundige.

## Levensloop
Grauls groeide op in een landbouwersgezin maar mocht hogere studies doen aan de Katholieke Universiteit Leuven en werd licentiaat Germaanse filologie. In 1910 promoveerde hij tot doctor in de wijsbegeerte en letteren met een proefschrift over het Hasseltse dialect.
Hij werd ambtenaar op het ministerie van landbouw en in 1914 volgde hij de regering naar Le Havre. Hij werd kabinetsattaché van de katholieke minister van landbouw en openbare werken Joris Helleputte. Grauls onderhield verder ook contacten met Frans van Cauwelaert en Alfons Van de Perre, maar ook met de Frontbeweging.
Na de Eerste Wereldoorlog werd hij actief in de vertaaldienst van het ministerie van kunsten en wetenschappen. In 1938 werd hij directeur van de administratie voor het hoger en middelbaar onderwijs. Wetenschappelijk bleef hij actief met zijn onderzoek over dialecten en volkstaal. Dit had tot gevolg dat hij lid werd van de Koninklijke Academie voor Nederlandse Taal- en Letterkunde in Gent en van de Maatschappij der Nederlandse Letterkunde in Leiden. Hij werd ook secretaris van de eerste Nederlandsche Cultuurraad (1938-1940).
Grauls hield zich tijdens het Interbellum buiten de partijpolitiek, maar onderhield nauwe contacten met het Vlaamsch Nationaal Verbond (VNV). Tijdens de Tweede Wereldoorlog aanvaardde hij enkele belangrijke bestuurlijke functies. Zo werd hij voorzitter van de commissie voor de herziening van de schoolboeken, die als taak had om de Joodse en de Duitsonvriendelijke verwijzingen weg te zuiveren. In augustus 1940 werd hij benoemd tot gouverneur ad interim van de provincie Antwerpen, ter vervanging van baron Georges Holvoet die naar Frankrijk was uitgeweken. Op 24 september 1942 aanvaardde hij een nieuwe benoeming: het burgemeesterschap van Groot-Brussel.
Aangezien het om een functie ging die hij onder toezicht en met goedkeuring van de bezetter had uitgeoefend, werd hij niet in de reeks rechtmatige Antwerpse gouverneurs of Brusselse burgemeesters opgenomen. Na de Tweede Wereldoorlog verdedigde hij zich omtrent de uitgeoefende functies door te stellen dat hij overtuigd was dat alles wettelijk gebeurde en dat anders een Duitser zou benoemd zijn geweest. Het krijgsgerecht veroordeelde hem tot vijf jaar hechtenis en 25 miljoen frank boete. In juni 1947 kwam hij vrij en in 1950 kreeg hij zijn burgerrechten terug.
Hij vestigde zich in Gent en verrichtte er vertaal- en secretariaatswerk. Hij publiceerde ook woordstudies en taalrubrieken in kranten zoals De Standaard, De Vlaamse Linie, Het Volk, alsook VEV-berichten.

## Publicaties
- Taalkundig handboek, 1929?; 1939, 4e vermeerderde druk (met Prosper Melis en Constant H. Peeters); 1962, 11e vermeerderde druk
- Klankleer van het Hasseltsch dialect, 1930 (met Ludovic Grootaers)
- Hoe het werd en hoe het moet zijn: opstellen over oorsprong en betekenis van woorden en gezegden, 1957
- Volkstaal en volksleven in het werk van Pieter Brueghel, 1957
- Onze Taal: taalkundige kroniekjes, 2 delen, 1960-1962 (met Robert Roemans en Hilda Van Assche)
- Goed Nederlands in handel en economie, 1961
- Taal-cocktail: taalkundige kroniekjes, 3e deel, 1966 (met Robert Roemans en Hilda Van Assche)
- Terug naar de oorsprong, 1966 (met Robert Roemans en Hilda Van Assche)